# Кабулов, Акмурад Назарович
Акмурад Назарович Кабулов (туркм. Akmyrat Kabulow) — туркменский государственный деятель.

## Биография
Родился в 1942 году в колхозе «Большевик» Молотовского района Чарджоуской области.
Образование высшее. В 1963 г. окончил Туркменский сельскохозяйственный институт, по специальности — зоотехник.
В 1968—1970 годах обучался в Высшей школе КГБ СССР (Москва).
Трудовую деятельность начал в  году . Далее работал начальником Чарджоуского управления Комитета Национальной Безопасности Туркменистана, первым заместителем председателя Комитета национальной безопасности Туркменистана.
11.08.1992 — 23.03.1999 — начальник Государственной пограничной службы Туркменистана, командующий пограничными войсками Туркменистана.
Член Совета обороны и национальной безопасности Туркменистана.
23 марта 1999 года освобожден от должности «за допущенные серьезные недостатки и упущения в работе, непринятие исчерпывающих мер по укреплению среди военнослужащих, ослабление требовательности к подчиненным»

## Награды и звания
- Медаль «Эдерменлик» (26.10.1993)
- Медаль «За любовь к Отечеству» (24.09.1996)
- Орден «Туркменбаши» (26.10.1998)

### Воинские звания
- Генерал-майор
- Генерал-лейтенант (02.09.1993)
- Генерал-полковник (по состоянию на 26.10.1998)
- Генерал-лейтенант (01.03.1999) Понижен за непринятие исчерпывающих мер по устранению недостатков, низкий уровень воинской дисциплины в пограничных войсках, ослабление требований к подчиненным
- Генерал-майор (23.03.1999) Понижен за допущенные серьезные недостатки и упущения в работе, непринятие исчерпывающих мер по укреплению среди военнослужащих, ослабление требовательности к подчиненным

## После отставки
В декабре 2002 года арестован по обвинению в соучастии в покушении на президента Ниязова в ноябре 2002 года.
Приговорен к 8 годам лишения свободы плюс проживание в «установленном» месте в течение 5 лет. Точная дата суда неизвестна.
После отбытия срока лишения свободы и ссылки проживает в Ашхабаде.

## Семья
Женат. Сыновья: Батыр и Сердар.

## Варианты транскрипции имени и фамилии
- Имя: Акмурат, Акмырат